# Ријети (округ)
Округ Ријети (итал. Provincia di Rieti) је округ у оквиру покрајине Лацио у средишњој Италији. Седиште округа покрајине и највеће градско насеље је истоимени град Ријети.
Површина округа је 2.749 км², а број становника 159.018 (2008. године).

## Природне одлике
Округ Ријети чини северни део историјске области Лацио. Он се налази у средишњем делу државе, без изласка на море. Већи део округа налази се изразито планинском делу Лација, у области средишњих Апенина. Овде се налази низ планина изнад 2.000 м надморске висине. Најважнији део округа је долина реке Велино.

## Становништво
По последњим проценама из 2008. године у округу Ријети живи близу 160.000 становника. Густина насељености је мала, свега 58 ст/км². Јужна, нижа половина округа је знатно боље насељена, нарочито око ауто-пута који везује град Рим са јадранском обалом. Северни, планински део је веома ретко насељен и слабо развијен.
Поред претежног италијанског становништва у округу живе и известан број досељеника из свих делова света.

## Општине и насеља
У округу Ријети постоји 73 општине (итал. Comuni).
Најважније градско насеље и седиште округа је град Ријети (48.000 ст.) у средишњем делу округа. Други по величини је град Фара ин Сабина (12.000 ст.) у јужном делу округа.